# Esperanto-Libraro
Esperanto-Libraro – esperancka biblioteka publiczna, będąca filią nr 14 Książnicy Podlaskiej, otwarta 12 maja 2010 roku, zlokalizowana w Centrum im. Ludwika Zamenhofa w Białymstoku. 

## Historia

### Zbiory książek esperanto w Polsce
Biblioteki w Polsce posiadają księgozbiory książek w języku esperanto. W czytelni  Biblioteki Śląskiej jest dostępny liczący około 600 woluminów księgozbiór książek podarowanych przez Polski Związek Esperantystów. W 1959, po 44 Światowym Kongresie Esperanta w Warszawie, Biblioteka Uniwersytecka KUL otrzymała zbiór około 500 książek. Nie zostały one włączone do zbiorów, lecz opracowane jako osobny księgozbiór, z odrębnym katalogiem. Pod koniec 1996 roku (likwidacja katalogów kartkowych na rzecz jednolitego katalogu elektronicznego) liczył on 4931 pozycji, a w lutym 2020 blisko 6000 pozycji książkowych oraz 736 tytułów czasopism. W 2019 roku Biblioteka KUL otrzymała dotację na digitalizację i udostępnienie księgozbioru esperanto.

### Pierwsza biblioteka publiczna ze zbiorami esperanto
Ponieważ uczestnicy 94 Światowego Kongresu Esperanto, który odbył się w 2009 roku w Białymstoku, pozostawili organizatorom książki, postanowiono na ich bazie utworzyć bibliotekę w tym języku. W 2010 roku Rada Miejska Białegostoku zgodziła się na jej finansowanie a prowadzenie jej zleciła Książnicy Podlaskiej im. Łukasza Górnickiego. Aby było to możliwe, sejmik województwa podlaskiego musiał zmienić statut Książnicy Podlaskiej. Zdecydowano, że będzie to filia nr 14 – Esperanto-Libraro. 
W otwarciu biblioteki 12 maja 2010 roku uczestniczyli Jacek Pieronek (wicemarszałek województwa podlaskiego), Aleksander Sosna (wiceprezydent Białegostoku), Jan Leończuk (dyrektor Książnicy Podlaskiej), Grażyna Dworakowska (dyrektor Białostockiego Centrum Kultury) i Elżbieta Karczewska (bibliotekarka nowo otwartej fili), dyrektor biblioteki PAN oraz dyrektorzy bibliotek polskich, litewskich i białoruskich.

## Księgozbiór
W zbiorach biblioteki w 2010 roku znajdowało się około 2 tysiące skatalogowanych (i około 3 tysięcy ogółem) wydawnictw, między innymi: „Marta” Elizy Orzeszkowej, słownik z 1930 roku, spis białostockich esperantystów z 1931 roku, słownik niemiecko-esperancki (podarowany przez Berlińską Ligę Esperancką). Zgromadzone materiały pochodzą w większości z darów, część została przekazana w ramach akcji „100 na 100” zorganizowanej przez Białostockie Towarzystwo Esperantystów.
Biblioteka wydała „Opowiastki wesołego esperantysty” Jakuba Szapiro i wybór prac nadesłanych na konkurs „Jeśli szukasz przyjaciół – ucz się esperanta”.